# Amblyosyllis rhombeata
Amblyosyllis rhombeata är en ringmaskart som beskrevs av Grube 1857. Amblyosyllis rhombeata ingår i släktet Amblyosyllis och familjen Syllidae. Inga underarter finns listade i Catalogue of Life.